# George Shaw (nhà sinh vật học)
George Kearsley Shaw (10 tháng 12 năm 1751 – 22 tháng 7 năm 1813) một nhà thực vật học và động vật học người Anh. Ông là một trong những nhà khoa học đầu tiên kiểm tra thú mỏ vịt và xuất bản mô tả khoa học đầu tiên về loài này trong The Naturalist's Miscellany vào năm 1799.

## Tiểu sử
Shaw sinh ra và lớn lên tại làng Bierton, Buckinghamshire. Năm 14 tuổi, ông theo học tại viện Magdalen (nay là một phần của Cao đẳng Hertford, Oxford), lần lượt nhận bằng Cử nhân Nghệ thuật (1769) và Thạc sĩ Nghệ thuật (1772). Ông thụ phong phó tế vào năm 1774 tại Buckden. Vốn đam mê lịch sử tự nhiên từ khi còn nhỏ, Shaw đã từ bỏ công việc nhà thờ và đến Edinburgh để học y trong ba năm. Năm 1787, ông được nhận bằng cử nhân và Tiến sĩ Y khoa, và cùng năm đó ông bắt đầu hành nghề ở Luân Đôn. Năm 1788, ông tham gia sáng lập Hội Linnean Luân Đôn và trở thành một trong những phó chủ tịch của hội. Năm sau, ông được bầu làm thành viên của Hội Vương thất Luân Đôn. Năm 1791, Shaw trở thành trợ lý giám tuyển của khoa Lịch sử tự nhiên tại Bảo tàng Anh, thăng lên giám tuyển vào năm 1807. Ông giữ chức vụ này cho đến khi qua đời vào năm 1813.

## Tác phẩm
Một số tác phẩm chính của ông:
- Musei Leveriani explicatio, anglica et Latina[3]
- The Naturalist's Miscellany